# 深尾弘
深尾 弘（ふかお ひろし、? - 明治13年〈1880年〉）は、日本の海軍軍人。草創期の海軍にあって英国に留学した海軍少尉補である。

## 生涯
陸奥国・会津に生まれた会津藩士である。戊辰戦争の敗戦により斗南に移住したのち、同藩の雪下熊之助とともに海軍生徒兵学校に進む。 在校中に生徒から2名が英国留学を命ぜられたが深尾はその選に入る。ともに選ばれたのは、薩摩藩士・伊集院五郎で、両名の選抜理由は"学業進歩ニ付"である。1877年(明治10年)11月27日、深尾と伊集院は横浜から出帆した。しかし深尾は在英中に病に冒され帰国を考慮する事態となる。一度は全快と判定され伊集院とともに英国太平洋艦隊旗艦「トライアンフ」 (Triumph) に乗組んだが、ほどなく病が再発し帰国。海軍少尉補となり、兵学校勤務を命ぜられるが健康は回復せず死去。東京海軍埋葬地に葬られた。その死に際し、兵学校に『英国海軍条例』を献納している。
なお雪下は海兵出身者最初の戦死者となり、 伊集院は伊集院信管を開発、日露戦争時の軍令部次長を務めるなど海軍史上に大きな役割を果たし、元帥・海軍大将に進んだ。

## 関連する人物
- 川村純義：海軍卿として留学を命じる。
- 仁礼景範：深尾死去時の兵学校長。